# カラコルム山脈
カラコルム山脈（カラコルムさんみゃく，英: Karakoram range, 中: 喀喇昆仑山脉）は、パキスタン・インド・中国の国境付近に横たわる山脈である。アジアの大きな山塊の一部として広義のヒマラヤ山脈の一部であるが、狭義のヒマラヤ山脈とは独立した山脈である。氷河の多くが瓦礫に覆われている。カラコルムとはテュルク語・モンゴル語で「黒い砂利」という意味である。
カラコルム山脈には世界第2位のK2を筆頭に60座以上の標高7,000メートル以上の山が存在している。これらは主にパキスタンのギルギット・バルティスタンに集中している。山脈の長さは500キロメートルにわたり、極地を除けば世界最大の氷河地帯もある。70キロメートルのシアチェン氷河と63キロメートルのビアフォ氷河は、極地を除けば世界で2・3番目に長い氷河である（最長はタジキスタンのフェドチェンコ氷河（77キロメートル）である）。
カラコルム山脈は、北東部でチベット高原に接し、北にはアフガニスタンとタジキスタンの国境がある。他にパミール高原にも囲まれている。北西部はヒンドゥ・ラジ山脈を経てヒンドゥークシュ山脈につながっている。南部は、インダス川・ギルギット川・ショーク川といった川によってヒマラヤ山脈との境界が作られている。
標高が高く起伏に富む地形のため、カラコルム山脈は人が住むのにあまり適していない。ヨーロッパの探検家が最初にこの地を訪れたのは19世紀初頭だったが、その後イギリスの測量士が現地に入ったのは1856年であった。
マスタフ峠は1887年にフランシス・ヤングハズバンド大佐の遠征で横断された。また、フンザ川上流の谷は1892年にジョージ・コクリルによって探検された。その後1910年代から1920年代にかけての探索によって、この地域の地理の大部分が判明している。

## 地学的な重要性

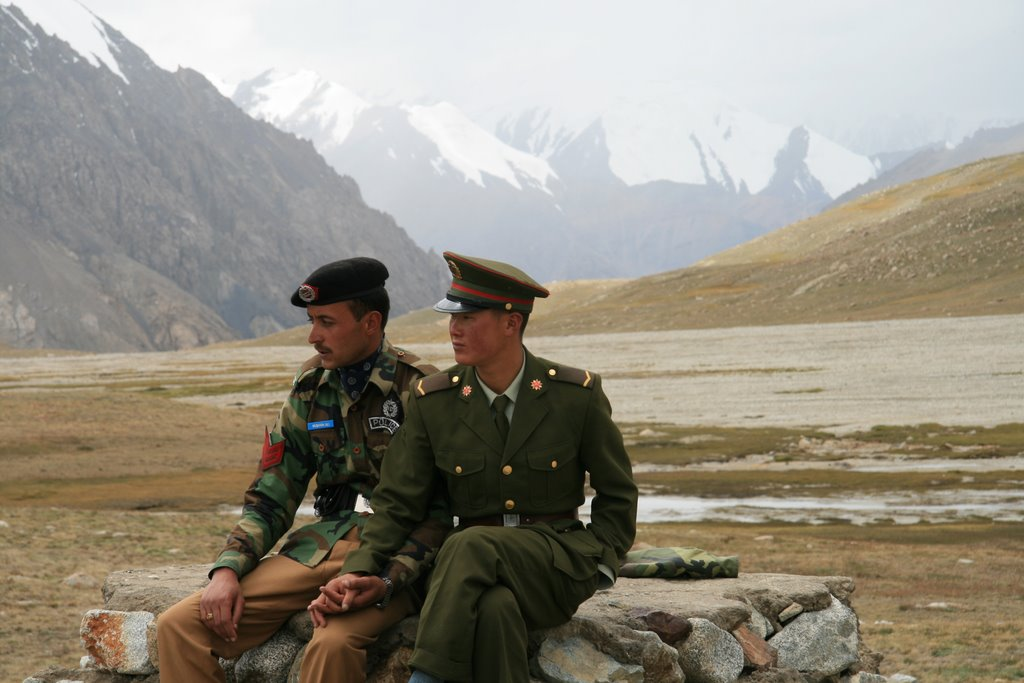
クンジュラブ峠の中国とパキスタンの国境警備隊

カラコルム山脈とヒマラヤ山脈は、地球科学においていくつかの意味で重要である。まず、これらの山脈は2つの大陸の衝突によってできたものであり、これはプレートテクトニクスを研究する上で重要である。氷河は、気温や降水量の長期的な変化によって長さが変動するため、気候変動の観測にも利用できる可能性がある。
4,000万年以上前にこの山脈ができた時に、この地域を中心として大規模な気候の変化が訪れた可能性も指摘されている。大量の岩石が二酸化炭素と反応して風解することにより、大気中の温室効果ガスが減少して氷河時代の引き金になった可能性がある。

## 主な高峰

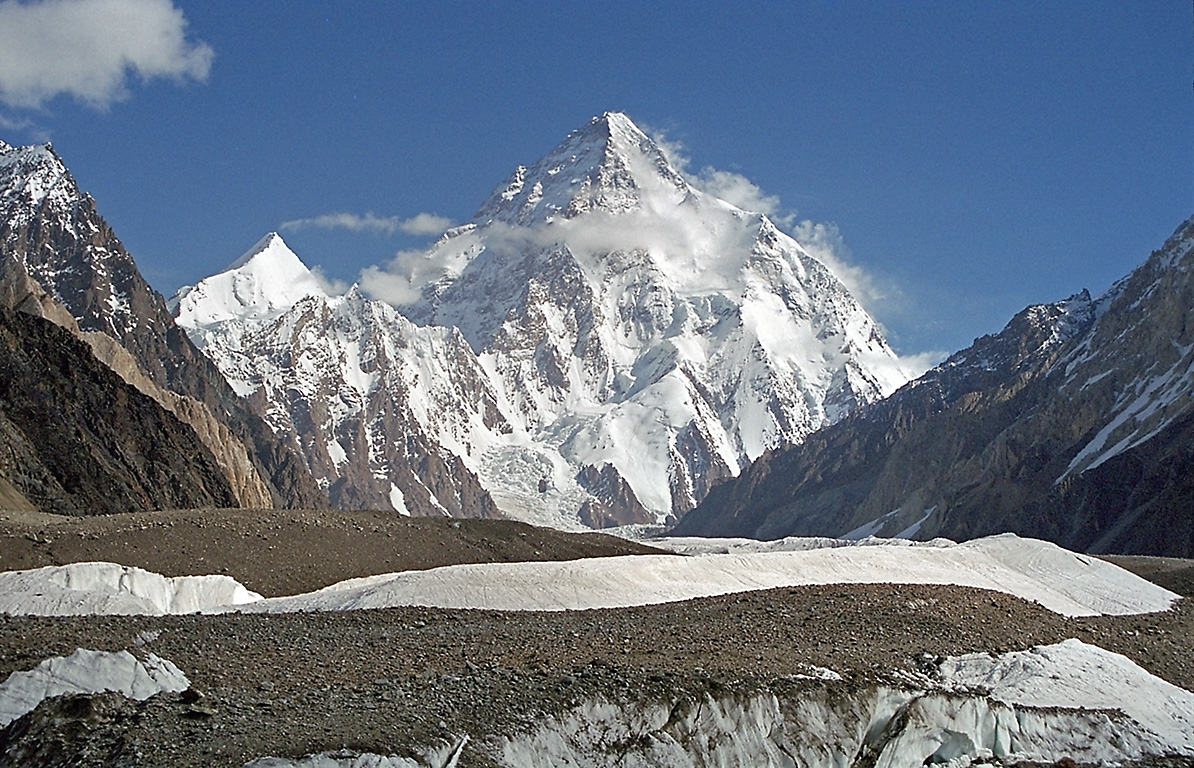
K2

カラコルム山脈内の主な高峰はパキスタン北部にある。主な山には以下のようなものがある。
- K2（8,611 メートル）
- ガッシャーブルムI峰（8,068 メートル）
- ブロード・ピーク（8,047 メートル）
- ガッシャーブルムII峰（8,035 メートル）
- ガッシャーブルムIII峰（英語版）（7,952 メートル）
- ガッシャーブルムIV峰（7,925 メートル）
- ディスタギール・サール（7,885 メートル）
- マッシャーブルム（7,821 メートル）
- ラカポシ山（7,788 メートル）
- チョゴリザ（7,665 メートル）
- シスパーレ（英語版）（7,611 メートル）[1]
- K12（7,473 メートル)
- ウルタール・サール II（7,388 メートル）
- バインター・ブラック（7,285 メートル）
- ムスターグ・タワー（7,276メートル）
- ラトック I（7,145メートル）

多くの高峰がラダックやバルティスターンに集中している。バルティスターンには海抜6,000メートルを越える山が100座以上存在する。

## 主な峠
- カラコルム峠